# Elliottinia
Elliottinia is een monotypisch geslacht van schimmels behorend tot de familie Sclerotiniaceae. Het bevat alleen Elliottinia kerneri.